# حسین‌آباد (بخش مرکزی چناران)
حسین‌آباد یک روستا در ایران است که در شهرستان چناران استان خراسان رضوی واقع شده‌است. حسین‌آباد ۱۱۴ نفر جمعیت دارد.

## جمعیت
این روستا در دهستان چناران قرار دارد و براساس سرشماری مرکز آمار ایران در سال ۱۳۸۵، جمعیت آن ۱۱۴ نفر (۳۰ خانوار) بوده‌است.
کد آماری روستا 163750 است.